# Джордж-Мейсон (Вірджинія)
Джордж-Мейсон (англ. George Mason) — переписна місцевість (CDP) в США, в окрузі Ферфакс штату Вірджинія. Населення — 11 162 особи (2020).

## Географія
Джордж-Мейсон розташований за координатами 38°49′54″ пн. ш. 77°18′8″ зх. д. / 38.83167° пн. ш. 77.30222° зх. д. (38.831565, -77.302343).  За даними Бюро перепису населення США в 2010 році переписна місцевість мала площу 6,55 км², з яких 6,52 км² — суходіл та 0,04 км² — водойми.

## Демографія
Згідно з переписом 2010 року, у переписній місцевості мешкало 9496 осіб у 1578 домогосподарствах у складі 1260 родин. Густота населення становила 1449 осіб/км².  Було 1730 помешкань (264/км²).
Расовий склад населення:
| - 67,1 % — білих - 14,9 % — азіатів - 9,4 % — чорних або афроамериканців - 0,4 % — корінних американців - 0,1 % — вихідців з тихоокеанських островів - 3,5 % — осіб інших рас |

До двох чи більше рас належало 4,6 %. Частка іспаномовних становила 9,7 % від усіх жителів.
За віковим діапазоном населення розподілялося таким чином: 12,9 % — особи молодші 18 років, 81,5 % — особи у віці 18—64 років, 5,6 % — особи у віці 65 років та старші. Медіана віку мешканця становила 21,0 року. На 100 осіб жіночої статі у переписній місцевості припадало 90,0 чоловіків;  на 100 жінок у віці від 18 років та старших — 87,1 чоловіків також старших 18 років.
Середній дохід на одне домашнє господарство  становив 138 162 долари США (медіана — 112 895), а середній дохід на одну сім'ю — 150 678 доларів (медіана — 127 188). Медіана доходів становила 92 500 доларів для чоловіків та 61 394 долари для жінок. За межею бідності перебувало 4,5 % осіб, у тому числі 4,1 % дітей у віці до 18 років та 3,3 % осіб у віці 65 років та старших.
Цивільне працевлаштоване населення становило 4794 особи. Основні галузі зайнятості: освіта, охорона здоров'я та соціальна допомога — 29,8 %, мистецтво, розваги та відпочинок — 18,0 %, науковці, спеціалісти, менеджери — 14,1 %, роздрібна торгівля — 14,0 %.